# Mmuseumm

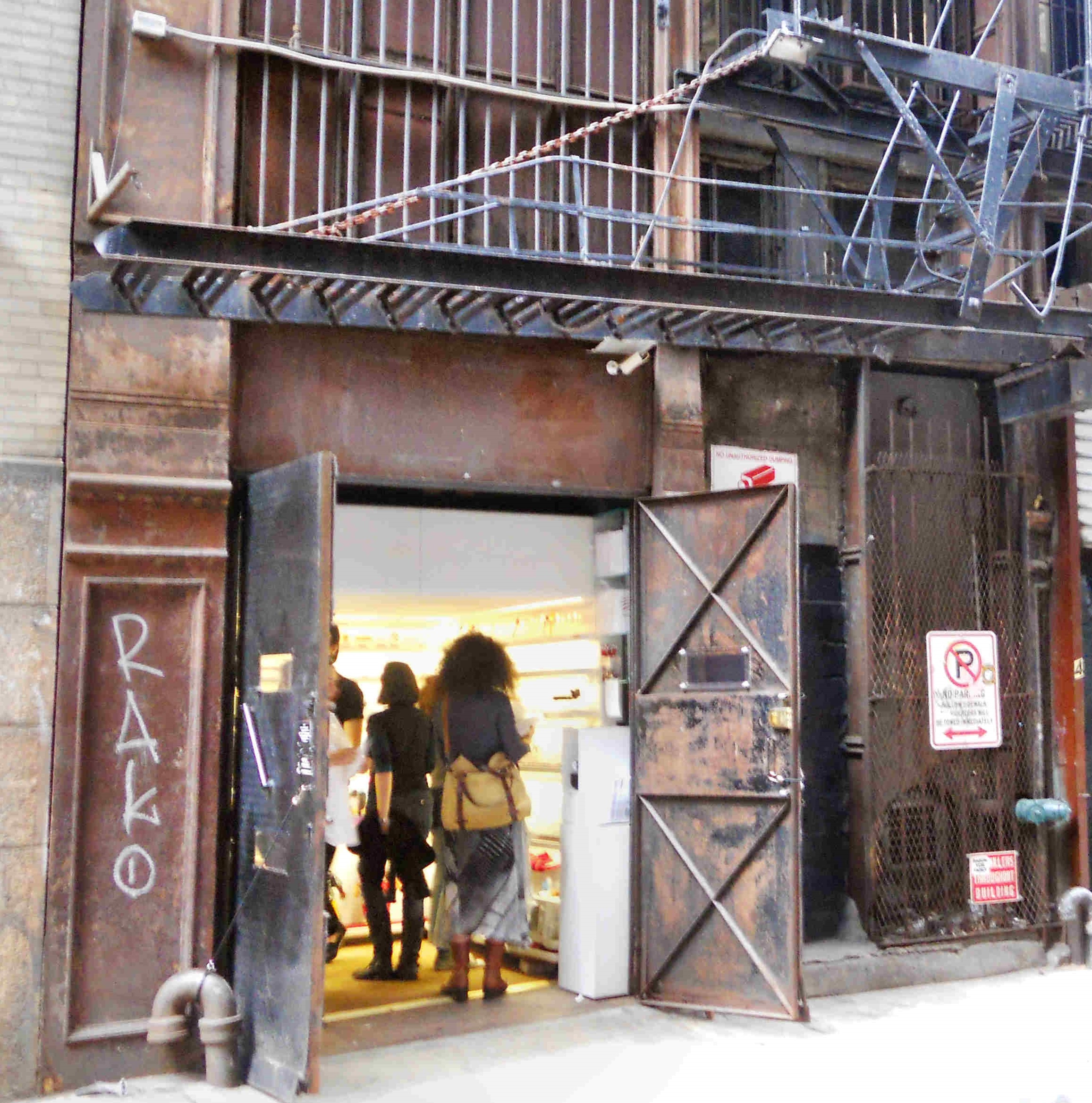
mmuseumm 1, Saison 3, Besucher im Eingang, 2014

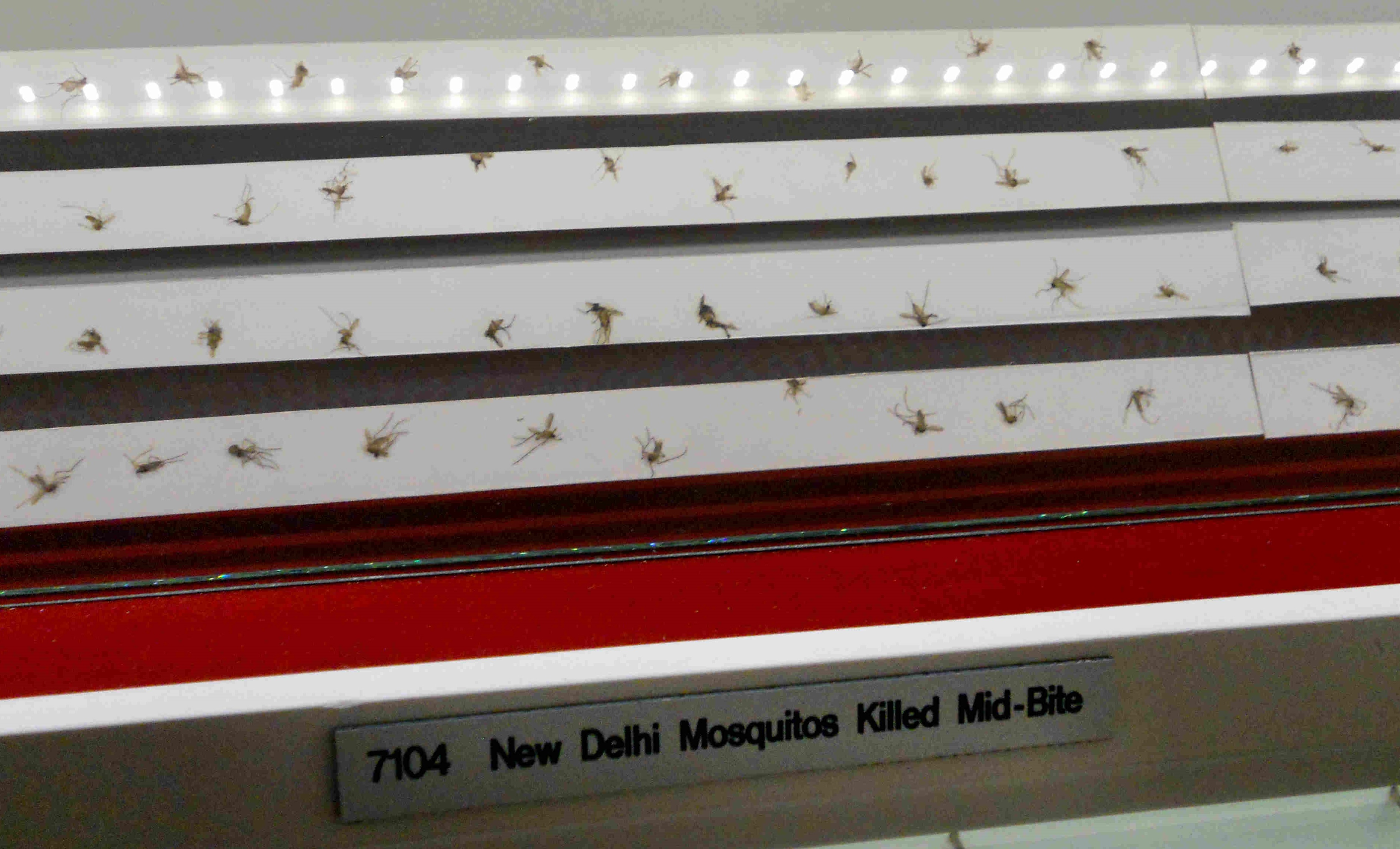
mmuseumm 1, Saison 3, Moskitos (erschlagen) aus Delhi

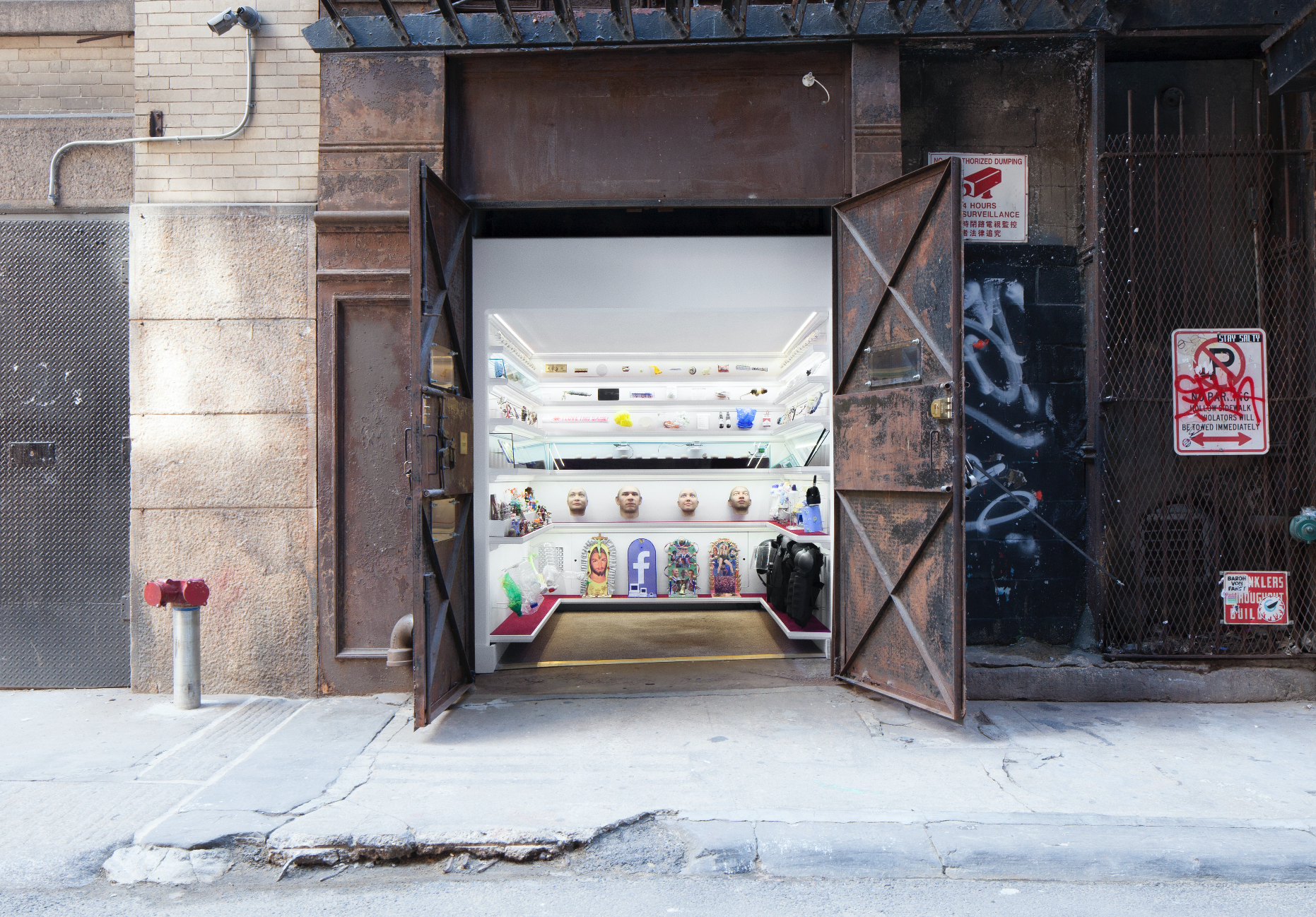
mmuseumm 1, Saison 4, 2015

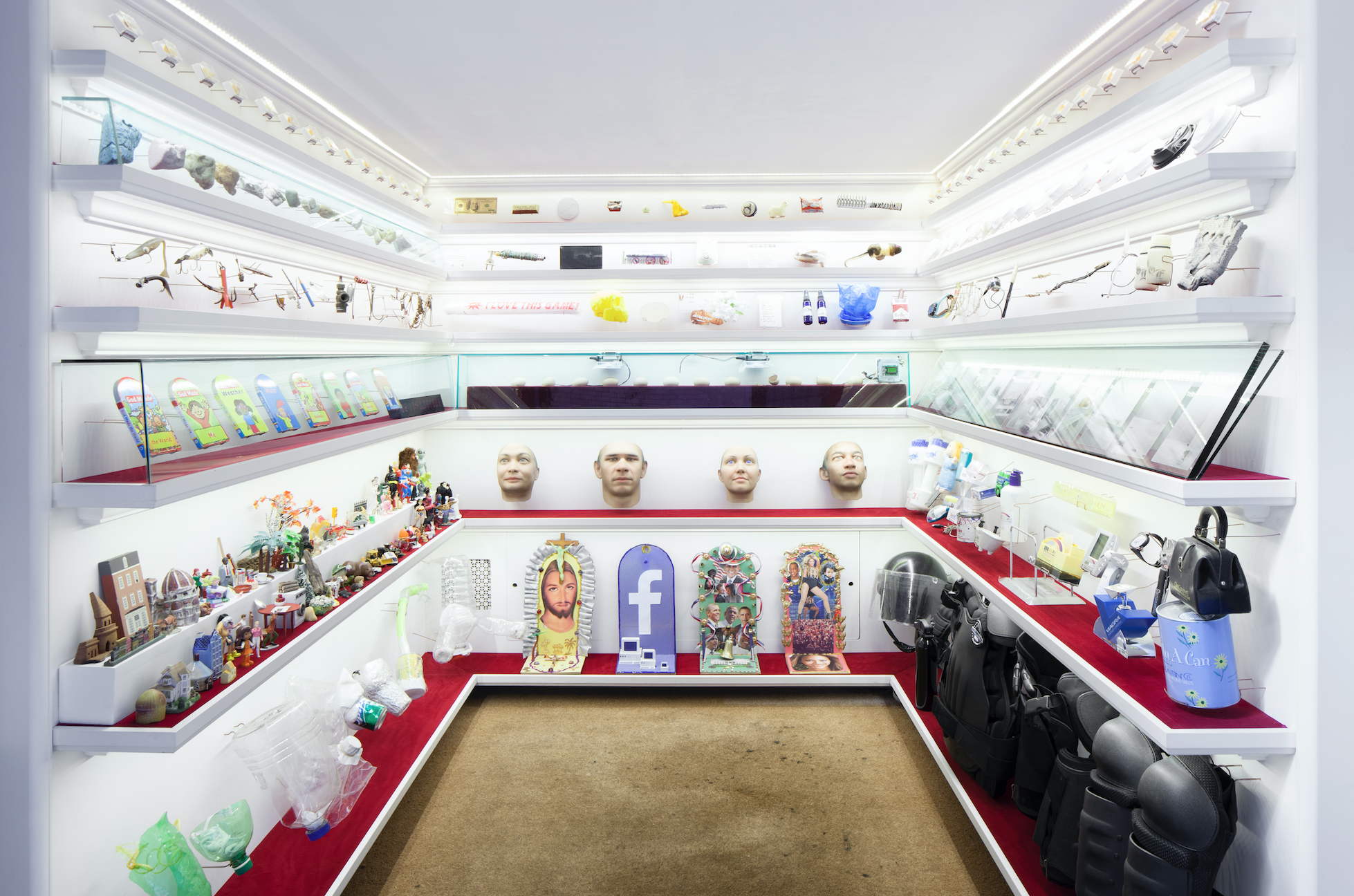
mmuseumm 1, Innenansicht, Saison 4, 2015

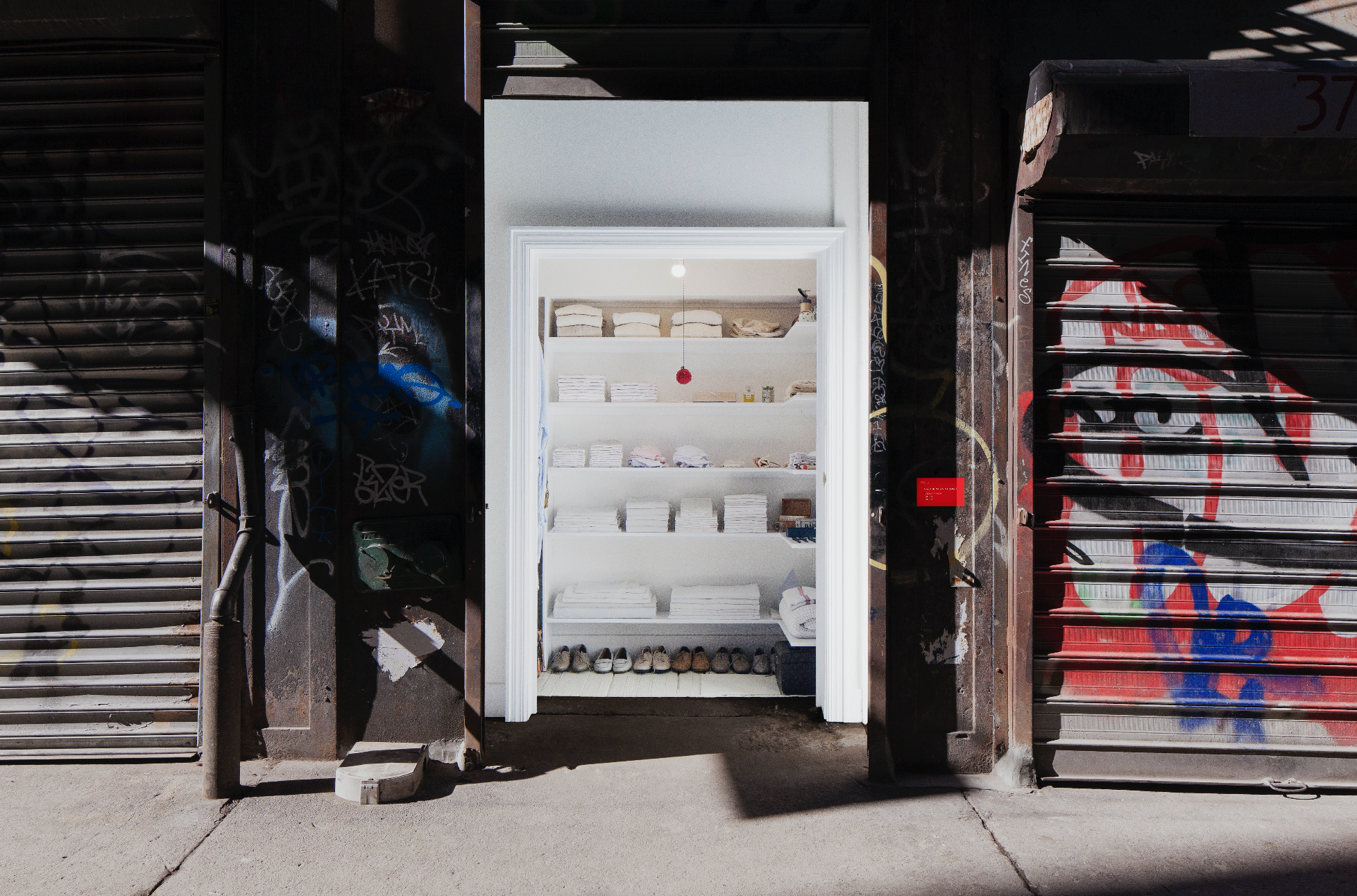
mmuseumm 2, Saison 1. Sara Berman’s Closet (Wandschrank, Kabinett) mit Maira Kalman, 2015

Das mmuseumm, beheimatet in Lower Manhattan (Tribeca) südlich von Little Italy in der Nähe der Canal Street in New York City, befindet sich in einem Lastenfahrstuhl und bezeichnet sich selbst als „kleinstes Museum der Welt“. Gegründet wurde das Museum 2012 von Alex Kalman und zwei weiteren Mitstreitern.

## Geschichte und Sammlungen
mmuseumm ist ein modernes Museum, das sich in Lower Manhattan in New York City befindet und sich mit seinem charakteristischen kuratorischen Stil von „Object Journalism“ beschäftigt. Die ersten beiden Standorte befinden sich auf der Cortlandt Alley zwischen der Franklin Street und der White Street, die manchmal auch als mmuseumm bekannt ist. mmuseumm widmet sich der Kuration und Ausstellung zeitgenössischer Artefakte, um die moderne Welt zu illustrieren. „An keinem anderen Ort erfährt man mehr über unsere seltsame Gegenwart.“
mmuseumms erster Flügel, mmuseumm 1, eröffnete 2012 in einem ehemaligen Aufzugsschacht. Der zweite Flügel, mmuseumm 2, eröffnete 2015 drei Türen weiter.